# リンパ球減少症
リンパ球減少症（リンパきゅうげんしょうしょう、Lymphocytopenia，Lymphopenia）は、血液中のリンパ球が異常に少なくなっている状態を指す。リンパ球は、免疫系で重要な働きをする白血球の一種である。反対に、リンパ球が過剰な状態を指すのがリンパ球増多症である。
リンパ球減少症は、すべての種類の血球の総数が減少している汎血球減少症の一部として存在する場合がある。

## 分類
リンパ球減少症は、減少しているリンパ球の種類により、さらに分類される場合がある。3種類のリンパ球が全て減少している場合には、特に限定せずリンパ球減少症と呼称される。
T細胞減少症
T細胞数が過少であるが、他のリンパ球数は正常である。T細胞の欠乏は細胞性免疫不全症状として現れる。特発性CD4+リンパ球減少症（ICL）は、ヒト免疫不全ウイルス（HIV）感染（AIDSを含む）や化学療法等の既知の免疫不全状態が無いにも拘わらず、CD4+T細胞数が300/μL以下となる非常に稀な疾患群である。
B細胞減少症
B細胞数が過少であるが、他のリンパ球数は正常である。B細胞減少症は、体液性免疫不全の原因となり、その症状が現れる。これは、通常、免疫系を抑制する薬剤によって惹起される。
NK細胞減少症
ナチュラルキラー細胞数が過少であるが、他のリンパ球数は正常である。これは非常に稀なケースである。

## 成因

### 原発性
原発性（遺伝性）リンパ球減少症の原因疾患として、下記のものが挙げられる。
- リンパ球産生幹細胞無形成
- 毛細血管拡張性運動失調症
- 軟骨毛髪低形成症（英語版）
- 特発性CD4陽性Tリンパ球減少症
- 胸腺腫を伴う免疫不全症
- IL-2受容体 γ鎖欠損、ADAもしくはPNP（英語版）の欠損、または未知の欠損を伴う重症複合免疫不全症（SCID）
- ウィスコット・アルドリッチ症候群（英語版）

### 続発性
続発性（一過性）リンパ球減少症の最も一般的な原因は、風邪等の直近の感染症である。
一過性リンパ球減少症は、コルチコステロイドの使用、HIV等のウイルス、細菌、真菌の感染、栄養失調、全身性エリテマトーデス、強いストレス、激しいまたは長時間の運動（コルチゾールの放出による）、関節リウマチ、サルコイドーシス、多発性硬化症、および医原病（他の医療行為によって引き起こされる）と関連している。細胞障害性薬剤や免疫抑制剤などを用いた多くの種類の化学療法によっても頻繁に見られる。また、白血病や進行ホジキン病など、骨髄に転移した悪性腫瘍でもリンパ球減少症が発生する。
他の原因としては、インフルエンザAウイルスH1N1亜型（およびその他のインフルエンザAウイルス亜型）の感染があり、単球症を伴う事が多い。H1N1は、スペイン風邪、2009年のインフルエンザパンデミック、2016年のブラジルにおけるインフルエンザの流行の原因となった。重症急性呼吸器症候群（SARS）もまた、リンパ球減少症の原因となった。更に、2020年1月29日までに中国の武漢でCOVID-19が確認された患者の内、83.2%が入院時にリンパ球減少症であった。
原発事故や医療用の全身照射等の大量の放射線は、リンパ球減少症を引き起こす可能性がある。

## 診断
リンパ球減少症は、全血球算定でリンパ球数が年齢に応じた基準値よりも低い（例えば、成人では1.0×109/L以下）場合に診断される。

## 治療

### 原発性
- 造血幹細胞移植

### 続発性
- 基礎疾患の治療
- 合併感染症の治療
- 免疫グロブリン製剤投与

## 予後
感染症に起因するリンパ球減少症は、感染症の治癒に伴い解消される傾向にある。特発性CD4陽性リンパ球減少症の患者では、CD4+細胞数が異常に低いが安定している場合と、CD4+細胞数が異常に低く、徐々に低下していく場合があり、後者は末期的な状態である。

## 他の動物
猫白血病ウイルスや猫免疫不全ウイルス等のレトロウイルス感染症によるリンパ球減少症は、T細胞免疫調整薬で治療する。